# Alphonse Mouzon
Alphonse Mouzon (født 21. november 1948 i Charleston, død 25. december 2016) var en amerikansk jazzrocktrommeslager og percussionist. 

## Karriere
Mouzon var den oprindelige trommeslager i jazzrock gruppen Weather Report og spillede senere med jazzpianisten McCoy Tyners gruppe.
Han spillede også i elguitaristen Larry Coryells gruppe The Eleventh House fra 1973-1975.
Mouzon spillede sammen med blandt andre Herbie Hancock, Freddie Hubbard, Miles Davis, Wayne Shorter, Gil Evans, Jaco Pastorius, Al Di Meola, Stevie Wonder, Lee Ritenour, Jeff Beck, Eric Clapton og Robert Plant.
Desuden indspillede han i 1970'erne en lang række solo plader for pladeselskabet Blue Note.

## Udvalgt diskografi

### I eget navn
- The Essence of Mystery
- Funky Snakefoot
- Mind Transplant
- The Man Incognito
- Virtue
- Back Together Again
- In Search of a Dream
- By All Means
- The Sky Is the Limit
- Back to Jazz
- As You Wish
- The Survivor

### Sammen med andre
- Weather Report – Weather Report
- Mr. Hands – Herbie Hancock
- Monster – Herbie Hancock
- Saharah – McCoy Tyner
- Song of My Lady – McCoy Tyner
- Song of the New World – McCoy Tyner
- Entlightment – McCoy Tyner
- Odyssey of Iska – Wayne Shorter
- Dingo – Miles Davis
- Blues in Orbit – Gil Evans
- Land of the Midnight Sun – Al Di Meola

## Eksterne kilder og henvisninger
- Biografi mm